# Kapten Stofil

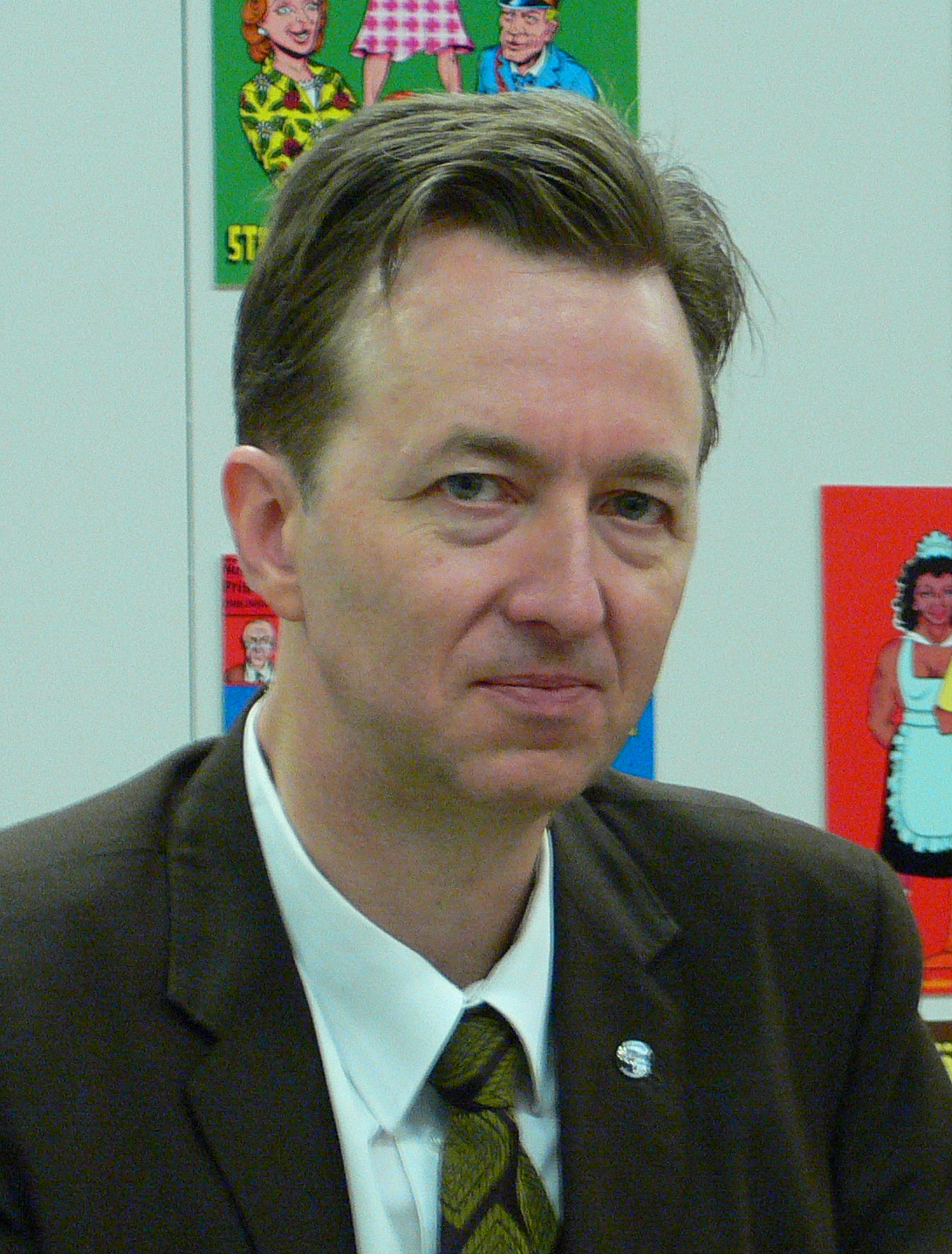
Joakim Lindengren på Bokmässan 2007.

Kapten Stofil är en svensk tecknad serie skapad av Joakim Lindengren. Serien, som i grunden är en parodi på superhjältar, introducerades i serietidningen Galago 1996. Serien har sedan dess också publicerats i Dagens Nyheter, egna seriealbum, och fanns under åren 1999–2010 även i en egen serietidning med samma namn.

## Innehåll
Titelfiguren Kapten Stofil, "världens främste bakåtsträvare", är Lindengrens eget alter ego, en bakåtsträvande förkämpe inte bara för rättvisa, utan även för hårpomada, portvinsgelé och andra "stofila fenomen", något som av allt att döma speglar Lindengrens egen syn på tillvaron. Joakim Lindengren, som utger sig för att vara Kapten Stofils brorson, fungerar i serierna som kaptenens täckmantel. Kapten Stofil för inte sällan sin kamp för ett stofilare samhälle genom att under signaturen "Vän av ordning" författa tillrättavisande tidningsinsändare, en scen som ofta avslutar äventyren.
Från början var det enbart Kapten Stofil själv som kämpade mot framåtskridandet (ibland med assistans av folk som Ulf Schenkmanis och Honken), men med tiden har ett helt superhjälteuniversum vuxit fram. Äventyren utspelade sig tidigare i Mariefred, därefter i Töreboda, och numera i Göteborg. Där har "Vänner av Ordning", en organisation av superhjältar med syfte att motverka framåtskridandet, sitt högkvarter på taket till Stofilskrapan (i verkligheten ett äldreboende) i Slottsskogens bryn. 
Befälhavare i Vänner av Ordning är Stålfarfar och övriga medlemmar är Jazzgossen, Hedersninjan, Senilo, Lädernuckan, Balkongståarn (en av Lindengrens tidigare figurer), Féskar'n och Doktor Glas. Nyligen har också Stofilpojken, officiellt ett fosterbarn till Lädernuckan, tillkommit. Som alla superhjältar har de hemliga identiteter: Doktor Glas är Hjalmar Söderberg, Jazzgossen är Karl Gerhard, Senilo är David Nessle, Hedersninjan är Jan Risheden, Féskar'n är Johan Wanloo och Kapten Stofil är Joakim Lindengren själv. Kapten Stofils ärkefiende är Bunnyflickan, som först dök upp i äventyret Fishfinger, men numera har onda planer på gång i varje nummer av tidningen. Detta är väldigt olikt Lindengrens tidigare princip att aldrig använda en skurk två gånger.
Äventyren parodierar ofta andra serier och genrer – det vanligaste är antagligen amerikanska superhjälteserier från 50-talet (inte minst Stålmannen), annars kan ett avsnitt till exempel gå i ren "Tintin"-stil, medan nästa kan vara en klassisk västern. Många av serierna ger ett intryck av att delvis basera sig på Lindengrens privatliv. 
Kapten Stofil kör en Stofilomobil, som med ett enkelt handgrepp kan förvandlas från en Volvo Duett till en Tatra sportbil. Volvons verkliga motsvarighet kunde ibland ses på Göteborgs gator med den kända Kapten Stofil-logotypen. Efter en reparationsolycka har dock bilen ersatts av en Peugeot.
I äventyren kan man känna igen göteborgsmiljöer som Juvelkvarnen vid Sannegården, Älvsborgsbron, Skansen Kronan, Storan, Naturhistoriska Museet, Synnålen, Stigbergstorget,  Spårvagn modell M25 med flera. Två äventyr har också utspelats i Lesjöfors respektive Strömsund.

## Utgivning
Kapten Stofil gjorde sitt första framträdande i nummer 44 av tidningen Galago 1996, och framträdde därefter i ytterligare några nummer. 1999 hade Kapten Stofil blivit tillräckligt populär för en egen tidning, där serien publicerades fram till tidningens nedläggning 2010. Förutom Galago och den egna tidningen, har "Kapten Stofil" även publicerats i serietidningarna Mad Special, Larson! och Pondus.

### Album
"Kapten Stofil" har dessutom kommit ut i flera seriealbum från förlagen Ordfront, Jemi och Optimal:
- "Kapten Stofil" (Galago/Ordfront 1998)
- "Kapten Stofil: Hut går hem" (Jemi 2000)
- "Kapten Stofil: En man steg av spårvagnen" (Optimal Press 2003)
- "Kapten Stofil: Gammalt bröd rostar aldrig" (Optimal 2005), samlingsutgåva av de tre tidigare albumen med nytt förord m.m. och i större format
- "Kapten Stofil: För en handfull folkvett" (Optimal 2007), serier ur tidningarna nr. 1-16
- "Kapten Stofil: Gammal är äldst" (Optimal Press 2009), serier ur tidningarna nr. 17-34
- "Kapten Stofil: Dåligt är det nya bra" (Cobolt Förlag 2018), serier ur tidningarna nr. 34-40, Kapten Stofils Årsbok, Kapten Stofils Jultidning samt Riksettan.

## Tidningen

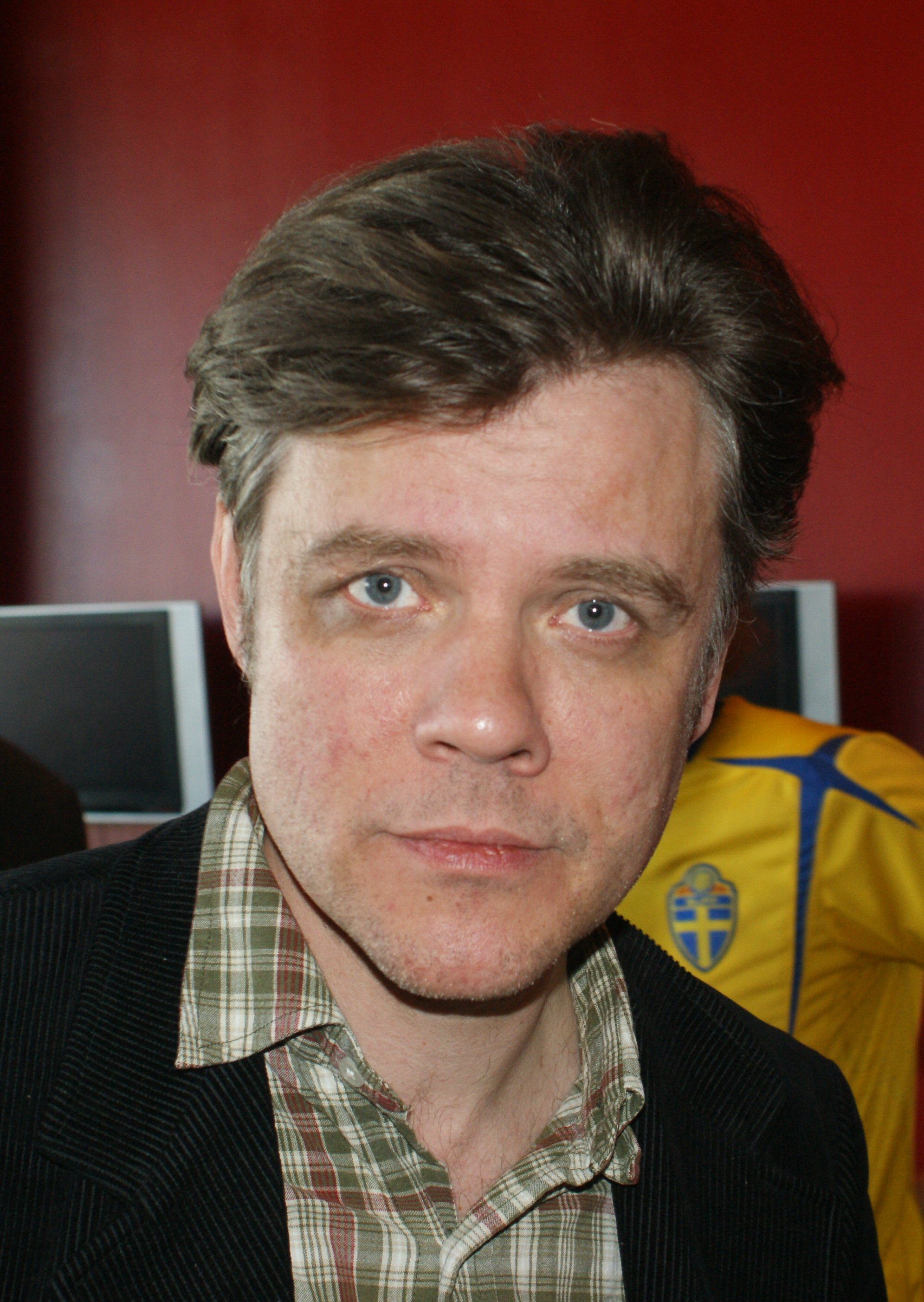
David Nessle vid 10-årsjubileet på Kulturhuset i Stockholm 2009.

Kapten Stofil blev ganska snabbt populär och från 1999 fanns serien också i en egen tidning. Första numret av tidningen, ”Kapten Stofil”, kom ut 1999 och gavs ut av Jemi förlag. Samma år grundade Lindengren tillsammans med David Nessle och Martin Kristenson förlaget Skadeglatt Leende, som tog över utgivningen i och med nr 2 (1/2000). Tidningen hade en ungefärlig utgivningstakt på fyra nummer per år.
David Nessle bidrog med den egna biserien ”Den Maskerade Proggaren”, och assisterade sedermera ofta på huvudserien. Förutom dessa var surrealistiska eller absurdistiska drömliknande serier av John Andersson fasta serieinslag. Andra förekommande serieskapare i tidningen var bland andra Joakim Pirinen, Johan Wanloo, Camilla Forsman, Daniel Ahlgren och Freddie Wadling. 
Huvudserien var alltid ett avsnitt av Kapten Stofil av Lindengren. 
Tidningen har utöver detta också en omfattande textdel med notiser och artiklar från ”nyhetsbyrån Stupido”, som före tidningen hade egen utgivning. Stupido levererar nostalgiskt material om mer eller mindre populär kultur. Huvudansvarig för denna avdelning var Martin Kristenson.
I samband med utgivandet av nummer 37 förklarade redaktionen att man av ekonomiska skäl inte längre kunde ge ut tidningen. Vid Bok- och biblioteksmässan hösten 2010 kom dubbelnumret 39/40, vilket kom att bli tidningens sista.

## Övrigt
Redaktionen på tidningen Kapten Stofil grundade en egen supporterklubb kallad Kungliga Svenska Stofilsällskapet (KSSS), den officiella intresseorganisationen för anhängare till Kapten Stofil och allt annat stofilartat.
I tidningen fanns flera Kapten Stofil-relaterade produkter till försäljning via Skadeglatt Leende, som Kapten Stofils Äkta Wermländska Môskaser, Kapten Stofils Äkta Skånskt Lommamög och en vykortsserie.